# 잇 더 도큐먼트

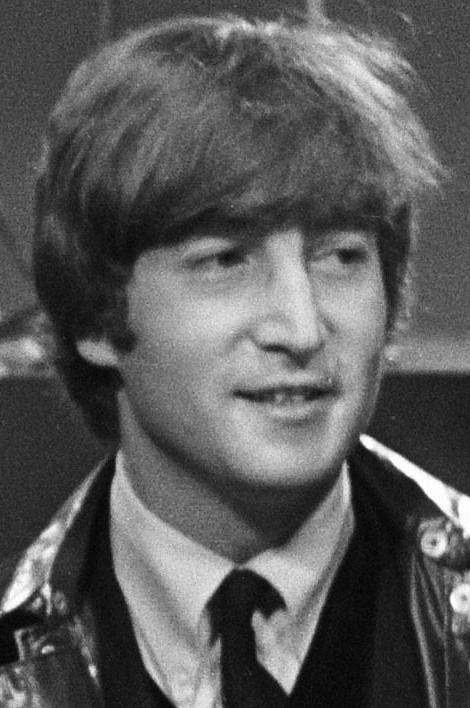

《잇 더 도큐먼트》(Eat the Document)는 영국의 호크스 등지에서 진행된 밥 딜런의 1966년 투어를 촬영한 다큐멘터리 영화다. 딜런의 1965년 영국 투어를 다룬 혁신적 다큐멘터리 《돈 룩 백》을 연출한 바 있던 D. A. 페네베이커가 감독했다. 처음에는 ABC 텔레비전 시리즈 《ABC 스테이지 67》의 요청으로 제작되었다.
영화의 촬영은 완료되었으나 딜런의 1966년 7월 오토바이 사고로 편집 과정은 지체되었다. 작업을 속행할 수 있을 정도로 쾌유한 딜런은 스스로 영화를 편집했다. ABC는 일반 대중이 이해하기에 너무 난해하다고 판단하여 영화를 거절했다.
가정용 비디오로 발매된 적은 없으며 아주 극소수 영화관에서 상영되었다. 《잇 더 도큐먼트》의 일부 장면은 마틴 스코세이지의 2005년 다큐멘터리 《노 디렉션 홈》에 출연하며 발췌한 세 곡이 DVD의 스페셜 피처에 수록되어 있다.

## 존 레논 씬
《잇 더 도큐먼트》의 일부 부틀렉에는, 1966년 5월 27일 알코올 또는 마약을 복용한 것으로 보이는 딜런이 존 레논과 리무진에 탑승한 롱 씬이 포함되어 있다. 딜런이 피로의 징후를 보이자, 레논은 그에게 정신 차리라고 이른다. "아픈 눈, 근사한 이마, 꼬불꼬불한 머리 때문에 고생인가요? 짐던을 복용하세요!... 이봐, 이봐, 친구, 그냥 영화일 뿐이야. 정신 차리라고.(Do you suffer from sore eyes, groovy forehead, or curly hair? Take Zimdawn!... Come, come, boy, it's only a film. Pull yourself together)"
레논은 《롤링 스톤》 인터뷰에서 그와 딜런이 "모두 선글라스를 꼈고, 완전히 약에 취했고, 모든 게 우리를 미치게 했어요... 완벽하게 긴장된 상태였고요. 저는 그의 구역에 있었기 때문에 몹시 긴장이 되었던 거죠."라고 회상했다.